# Liste der Kulturdenkmale in Storkau (Weißenfels)
Die Liste der Kulturdenkmale in Storkau enthält die Kulturdenkmale des Landesamtes für Denkmalpflege und Archäologie in Sachsen-Anhalt in der Weißenfelser Ortschaft Borau mit den Ortsteilen Obschütz und Pettstädt und ist eine Teilliste der Liste der Kulturdenkmale in Weißenfels. Grundlage ist das Denkmalverzeichnis des Landes Sachsen-Anhalt, das auf Basis des Denkmalschutzgesetzes des Landes Sachsen-Anhalt, welches am 21. Oktober 1991 durch das Landesamt erstellt und seither laufend ergänzt wurde (Stand: 31. Dezember 2022).

## Legende
In den Spalten befinden sich folgende Informationen:
- Lage: Nennt den Straßennamen und wenn vorhanden die Hausnummer des Kulturdenkmals. Die Grundsortierung der Liste erfolgt nach dieser Adresse. Der Link „Karte“ führt zu verschiedenen Kartendarstellungen und nennt die geographischen Koordinaten.
Link zu einem Kartenansichtstool, um Koordinaten zu setzen. In der Kartenansicht sind Baudenkmale ohne Koordinaten mit einem roten bzw. orangen Marker dargestellt und können in der Karte gesetzt werden. Baudenkmale ohne Bild sind mit einem blauen bzw. roten Marker gekennzeichnet, Baudenkmale mit Bild mit einem grünen bzw. orangen Marker.
- Offizielle Bezeichnung: Nennt den Namen, die Bezeichnung oder zumindest die Art des Kulturdenkmals und verlinkt, soweit vorhanden, auf den Artikel zum Objekt.
- Beschreibung: Nennt bauliche und geschichtliche Einzelheiten des Kulturdenkmals, vorzugsweise die Denkmaleigenschaften.
- Erfassungsnummer: Für jedes Kulturdenkmal wird in Sachsen-Anhalt eine 20stellige Erfassungsnummer vergeben. Die letzten zwölf Ziffern werden für die Untergliederung nach Teilobjekten genutzt und werden nur angegeben, soweit vergeben. In dieser Spalte kann sich folgendes Icon  befinden, dies führt zu Angaben zu diesem Baudenkmal bei Wikidata.
- Ausweisungsart: Die Einordnung des Denkmales nach § 2 Abs. 2 DenkmSchG LSA
- Bild: Ein Bild des Denkmales, und gegebenenfalls einen Link zu weiteren Fotos des Kulturdenkmals im Medienarchiv Wikimedia Commons. Wenn man auf das Kamerasymbol klickt, können Fotos zu Kulturdenkmalen aus dieser Liste hochgeladen werden:

## Kulturdenkmale

### Storkau
| Lage                   | Bezeichnung | Beschreibung            | Erfassungs- nummer | Ausweisungsart | Bild           |
| ---------------------- | ----------- | ----------------------- | ------------------ | -------------- | -------------- |
| Am Gut (Karte)         | Kirche      | St. Vincenz und Gangolf | 094 15235          | Baudenkmal     | Weitere Bilder |
| Am Gut 3 (Karte)       | Rittergut   |                         | 094 15241          | Baudenkmal     | BW             |
| Schmiedeberg 5 (Karte) | Bauernhof   |                         | 094 15233          | Baudenkmal     | Bauernhof      |
| Zum Winkel 5 (Karte)   | Bauernhof   |                         | 094 15234          | Baudenkmal     | BW             |

### Obschütz
| Lage                                         | Bezeichnung    | Beschreibung   | Erfassungs- nummer | Ausweisungsart | Bild           |
| -------------------------------------------- | -------------- | -------------- | ------------------ | -------------- | -------------- |
| (Karte)                                      | Kirche         | St. Laurentius | 094 15232          | Baudenkmal     | Weitere Bilder |
| (Karte)                                      | Kriegerdenkmal |                | 094 15230          | Baudenkmal     | BW             |
| östlich des Denkmalbereichs Jahnring (Karte) | Kriegerdenkmal |                | 094 85839          | Baudenkmal     | BW             |
| Am Friedhof 2 (Karte)                        | Bauernhof      |                | 094 15237          | Baudenkmal     | BW             |
| Am Sportplatz (Karte)                        | Mühle          |                | 094 15231          | Baudenkmal     | BW             |
| Jahnring 2, 5 (Karte)                        | Häusergruppe   |                | 094 15239          | Denkmalbereich | BW             |
| Jahnring 20, 22, 24, 26 (Karte)              | Häusergruppe   |                | 094 85838          | Denkmalbereich | BW             |
| Ringstraße 4 (Karte)                         | Bauernhof      |                | 094 15223          | Baudenkmal     | BW             |

### Pettstädt
| Lage                       | Bezeichnung  | Beschreibung | Erfassungs- nummer | Ausweisungsart | Bild           |
| -------------------------- | ------------ | ------------ | ------------------ | -------------- | -------------- |
| (Karte)                    | Mühle        |              | 094 13086          | Baudenkmal     | Mühle          |
| Am Denkmal 8 (Karte)       | Kirche       | St. Anna     | 094 15198          | Baudenkmal     | Weitere Bilder |
| Am Luftschiff (Karte)      | Ziegelei     |              | 094 80012          | Baudenkmal     | BW             |
| Am Luftschiff 1, 2 (Karte) | Häusergruppe |              | 094 15236          | Baudenkmal     | BW             |
| Ziegeleistraße 2 (Karte)   | Toranlage    |              | 094 16275          | Baudenkmal     | BW             |